# Ascanio I. Colonna
Ascanio I. Colonna (* um 1500 in Neapel; † 24. März 1557 ebendort) war II. Herzog von Paliano, Herzog von Urbino, aber ohne Folgen, II. Marchese von Atessa und Manoppello und II. Herzog von Tagliacozzo. 1520 wurde er von Kaiser Karl V. von Habsburg als Großkonstabler des Königreichs Neapel anerkannt. Er hatte auch das Amt des Vizekönigs der Abruzzen inne.

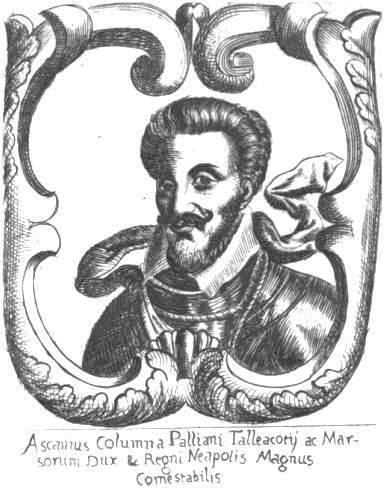
Ascanio I. Colonna in einem historischen Druck

Wappen der Familie Colonna

## Leben

### Kindheit und Werdegang
Ascanio Colonna wurde um 1500 in Neapel als dritter Sohn des Herzogs Fabrizio I. Colonna und der Agnese di Montefeltro geboren. Nach dem Tod seines Vaters erbte er dessen Titel und Ämter, darunter das des Großkonstablers des Königreichs Neapel. 1521 nahm er am Italienischen Krieg von 1521–1526 gegen die Franzosen teil.
Nach dem Tod von Papst Leo X. berief das Kardinalskollegium die Führer der beiden römischen Fraktionen, Fürst Orsini und Don Ascanio, zu sich. Er versprach den Kardinälen seinen Gehorsam und wurde im Januar 1522 zum Marschall der Heiligen Römischen Kirche ernannt.
In der Zeit zwischen der Wahl von Papst Hadrian VI. und seiner Ankunft in Rom erlangte Francesco Maria I. della Rovere das ihm vom Papst entzogene Herzogtum Urbino zurück. Allerdings versuchte Ascanio dem entgegenzuwirken, indem er das Herzogtum als sein mütterliches Erbe geltend machte.
Er war bei der Krönung des Papstes am 31. August 1522 anwesend, ebenso wie im folgenden Jahr bei der Krönung des neuen Papstes Clemens VII.

### Ehe
Ascanio Colonna heiratete, wie ihm von Kaiser Karl V. von Habsburg versprochen, 1521 die Herzogin Johanna von Aragón, Tochter des Herzogs Ferdinand von Aragón.

### Militärische Laufbahn
Zusammen mit seinem Cousin Vespasiano Colonna widersetzte er sich 1524 der Invasion des Herzogs von Albany im Königreich Neapel, bis dieser sich in die Provence zurückzog, nachdem er von der Gefangennahme des französischen Herrschers nach der Schlacht bei Pavia erfahren hatte.
Papst Clemens VII. belehnte Colonna am 20. Juni 1525 als Nachkommen der Montefeltro mit dem Herzogtum Urbino, allerdings nur für den Fall, dass Francesco Maria I.della Rovere als abgesetzt gelten sollte, was jedoch nicht eintrat.
Inzwischen wurde die päpstliche Politik immer pro-französischer, und Ascanio Colonna schloss sich den Mitgliedern der Familie an, die sich seit dem Sommer 1525 in Opposition zum Papst um Kardinal Pompeo Colonna versammelt hatten. Als dieser am 20. September 1526 im Namen der kaiserlichen Autorität und aus Hass auf den Papst die Plünderung der Vatikanpaläste anführte, stand Herzog Ascanio an seiner Seite. Nachdem sich der Papst mit dem kaiserlichen Gesandten Hugo de Moncada geeinigt hatte, mussten sich die Familie Colonna und ihre Verbündeten zurückziehen, aber der Papst hielt sein Versprechen der Begnadigung nicht ein. So wurde Ascanio in die Exkommunikation einbezogen, die der Papst Anfang November über die Familie Colonna verhängte. Daraufhin beteiligte er sich am Krieg, der in der römischen Campagna gegen Vitelli ausbrach, der vom Papst den Befehl erhielt, ihre Besitzungen zu zerstören. Nach vielen Rückschlägen verlor er Gallicano und Zagarolo, konnte aber Paliano halten. In der Zwischenzeit drangen die kaiserlichen Truppen des Konstablers Charles III. de Bourbon-Montpensier in Rom ein, unter ihnen die Landsknechte unter dem Kommando des Prinzen Ferrante I. Gonzaga, die am 6. Mai 1527 die Stadt mit Feuer und Schwert eroberten: die berühmte Plünderung Roms. Während der Plünderung kehrte Ascanio Colonna mit 8.000 Infanteristen nach Rom zurück und wurde im Juni zum Gouverneur von Velletri ernannt. In dieser Eigenschaft verhängte er eine Steuer von 24000 Scudi auf die Bürger von Velletri, als Entschädigung für die Schäden, die die Einwohner von Marino bei den Zusammenstößen zwischen seinen Anhängern und den päpstlichen Truppen im Jahr zuvor erlitten hatten. Er erhielt sofort 7000 Scudi und zwei Hypotheken auf Grundstücke in der Stadt für den Rest, aber nach zwei Monaten wurde er durch den Marchese Giovanni Battista Castaldo ersetzt.
1528 belagerten die Franzosen unter dem Kommando des Grafen Lautrec Neapel, während die genuesische Flotte unter Filippino Doria die Stadt von See her blockierte. Colonna beteiligte sich an der Verteidigung und unterstützte den Vizekönig Hugo de Moncada. Während der Kämpfe war er Mitglied der Richter von Fabrizio Maramaldo, der freigesprochen wurde. Wenig später nahm er an der Seeschlacht von Capo d’Orso teil, in der die Belagerer die neapolitanische Flotte vernichteten und den Vizekönig töteten. Verwundet ergab er sich Niccolò Lomellini und wurde zusammen mit den überlebenden Anführern der Verteidigung gefangen genommen. Während seiner Gefangenschaft nahmen Colonna und sein Mitgefangener Don Alfonso d’Avalos, Marchese von Vasto, Gespräche mit dem Befehlshaber der genuesischen Flotte und starken Mann der Republik, Admiral Andrea Doria, auf. Dieser war bereits von der schwierigen Allianz mit Frankreich enttäuscht und beschloss, in den Dienst des Kaisers zu treten. Dies führte zur Niederlage der Armee, die Neapel ohne Unterstützung der Flotte belagerte, und zum Verlust Genuas, das sich sofort auflehnte.
Im folgenden Jahr wurde er Statthalter der Abruzzen, wo er lediglich das rebellierende L’Aquila eroberte.

### Konflikte mit dem Papsttum und Tod
Dieser politische Schachzug machte ihn zum wichtigsten Mann des Kaisers in Rom.
Politisch nahm er eine zunehmend kritische Haltung gegenüber dem neuen Papst Paul III. Farnese ein, was 1541 sogar zu einer bewaffneten Auseinandersetzung führte: Colonna erlitt den größten Schaden und musste in seine Lehen in den Abruzzen fliehen, von wo er erst nach der Wahl von Papst Julius III. nach Rom zurückkehren und seine Ländereien in Latium zurückerhalten konnte.
Während des sehr kurzen Pontifikats von Marcellus II. blieben die Beziehungen gut, aber mit Paul IV. begann der Konflikt von neuem. Die Beziehungen zu seinem Sohn Marcantonio verschlechterten sich, und nachdem er ihn enterbt hatte, floh er erneut in die Abruzzen, wo ihn der Vizekönig von Neapel verhaften und nach Castelnuovo bringen ließ. Dort starb er, immer noch im Krieg mit dem Papst, am 24. März 1557, nachdem er sein Testament widerrufen hatte.

## Nachkommen
Ascanio Colonna und die Herzogin Giovanna von Aragon hatten die folgenden Kinder:
- Don Fabrizio Colonna, (1525–1551), Verheiratet mit Ippolita Gonzaga; er starb bei der Belagerung von Parma im Alter von nur 26 Jahren
- Don Prospero Colonna, starb jung
- Donna Vittoria Colonna, heiratete am 5. April 1536 García Álvarez de Toledo y Osori, Vierter Mrchese di Villafranca del Bierzo
- Don Marcantonio Colonna (26. Februar 1535–1. August 1584), Herzog und Fürst von Paliano, Held der Seeschlacht von Lepanto, heiratete am 29. April 1552 Felice Orsini, Tochter von Girolamo Herr von Bracciano und Francesca Sforza dei Conti di Santa Fiora
- Donna Gerolama Colonna (??–1598), heiratete am 1. Juni 1559 Herzog Camillo I. Pignatelli, III. Herzog von Monteleone und Graf von Borrello
- Donna Agnese Colonna (1538–26. April 1578), heiratete am 26. Juli 1558 Herzog Onorato IV. Caetani V. Herzog von Sermoneta